# Euphorbia tibetica
Euphorbia tibetica är en törelväxtart som beskrevs av Pierre Edmond Boissier. Euphorbia tibetica ingår i släktet törlar, och familjen törelväxter. Inga underarter finns listade i Catalogue of Life.